# Susan Webb Cushman
Susan Webb Cushman est une actrice américaine née le 17 mars 1822 à Boston et morte le 10 mai 1859 à Liverpool.

## Carrière
Sœur cadette de l'actrice Charlotte Saunders Cushman, elle marche dans ses traces et embrasse une carrière au théâtre à ses côtés. Les deux sœurs se produisent ensemble sur scène dans plusieurs pièces, notamment Roméo et Juliette où l'aînée incarne Roméo et la cadette Juliette.
Susan met un terme à sa carrière en 1847 pour épouser l'année suivante le chimiste britannique James Sheridan Muspratt (en).